# Magia (singel Shakiry)
Magia – pierwszy singel kolumbijskiej artystki Shakiry wydany w 1991 roku promujący pierwszy studyjny album o tej samej nazwie. Singel nie cieszył się dużym powodzeniem. Autorką tekstu jest Shakira.